# Shontel Brown
Shontel Monique Brown (Cleveland, 24 giugno 1975) è una politica statunitense, membro della Camera dei rappresentanti per lo stato dell'Ohio dal 2021.

## Biografia
Entra per la prima volta in politica nel 2011, quando fu eletta con il Partito Democratico nel consiglio comunale della città di Warrensville Heights, dov'è rimasta in carica fino al 2014, quando fu eletta per il 9º distretto del consiglio della contea di Cuyahoga.
Nel 2021 si candidò alle elezioni speciali per l'11º distretto dell'Ohio al Congresso statunitense, dopo che la deputata in carica Marcia Fudge si dimise per assumere la carica di segretario della casa e dello sviluppo urbano nella presidenza Biden. Risultò infine eletta con il 78,8% dei voti contro la sfidante repubblicana Laverne Gore ed entrò in carica il 4 novembre.